# Goran Rubil
Goran Rubil est un footballeur croate évoluant au poste de milieu offensif droit, né le 9 mars 1981 à Slavonski Brod.

## Biographie
Après des débuts en Croatie au NK Marsonia, Goran Rubil intègre le centre de formation du FC Nantes en 1998. Il fait ses débuts en Division 1 à 18 ans. En février 2000, il signe un premier contrat professionnel de cinq ans et demi avec le FC Nantes. Il joue peu de matches avec l'équipe première mais remporte le titre de champion de France en 2001.
Lors de la saison 2003-2004, il est prêté au Stade lavallois.
En 2005, après une saison où il a été peu utilisé par Serge Le Dizet, il arrive en fin de contrat et signe pour six mois au Shonan Bellmare, un club de L2 japonaise.
Il fait son retour en Croatie en 2006. Avec Hajduk Split il termine deux fois à la deuxième place du championnat croate, et dispute la Coupe de l'UEFA trois saisons de suite. 
Il termine sa carrière en Grèce, en 2011.